# Техасский университет в Тайлере
Техасский университет в Тайлере (англ. University of Texas at Tyler; сокр. UT Tyler) — американский государственный университет в Тайлере, штат Техас.
Университет аккредитован Южной ассоциацией колледжей и школ и входит в систему Техасского университета.

## История и деятельность
Университет первоначально был основан в 1971 году как Государственный колледж Тайлера (Tyler State College). В 1975 году был переименован в Техасский восточный университет (Texas Eastern University), а затем присоединился в 1979 году к системе Техасского университета решением 66-го Законодательного собрания Техаса. В 1997 году 75-е Законодательное собрание Техаса согласно биллю House Bill 1795 приняло законопроект, подписанный губернатором Джорджем Бушем, согласно которому с осеннего семестра 1998 года учебное заведение стало с четырёхгодичным обучением и аспирантурой, следуя полной схеме университета США.
С 2012 года университетский колледж College of Education and Psychology управляется Академией Техасского университета в Тайлере, кампус которой также находится в главном университетском кампусе Longview Center, а также в кампусе Palestine.

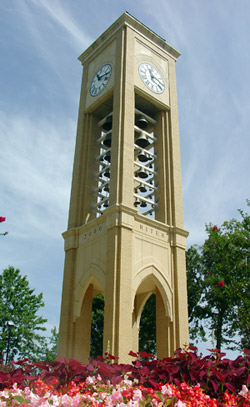
Башня Райтер

Одной из достопримечательностей главного кампуса является башня Райтер (Riter Tower) высотой 27 метров с 57 колоколами. Башня была построена на подарок в размере 1,35 миллиона долларов от миссис и мистера Ритер.
В рейтинге US News & World Report, опубликованном в 2021 году, Техасский университет в Тайлере поделил 299—391 места в рейтинге национальных университетов.
В состав университета входят шесть колледжей бакалавриата, предлагающих более 90 программ академических степеней на уровнях бакалавра, магистра и доктора:
- College of Arts and Sciences
- Soules College of Business
- College of Education and Psychology
- College of Engineering
- College of Nursing and Health Sciences
- The Ben and Maytee Fisch College of Pharmacy

В декабре 2019 года попечительский совет Техасского университета в Тайлере принял решение объединить Центр медицинских наук Техасского университета в Тайлере с главным университетом, создав единое унифицированное учреждение. В декабре 2020 года Комиссия по школам Южной ассоциации колледжей и школ одобрила план слияния, которое началось в январе 2021 года. В этом же месяце Попечительский совет назначил доктора медицины Кирка Калхуна (Kirk A. Calhoun) президентом Техасского университета в Тайлере.
До его президентами университета были:
- 1972—1981 − James H. Stewart
- 1981—1998 − George F. Hamm
- 1998—2021 − Родни Мабри[англ.]